# Moor House
Moor House var en civil parish 1866–1946 när det uppgick i West Rainton i grevskapet Durham i England. Civil parish var belägen 5 km från Durham och hade 65 invånare år 1931.